# Кибер, Август Эрих
Август Эрих (Август Фёдорович) Кибер (нем. August Erich Kyber; 1794—1855) — российский морской врач, участник полярных и кругосветных путешествий Ф. П. Врангеля.

## Биография
Родился в Эргли Лифляндской губернии 25 августа (5 сентября) 1794 года, в семье пастора.
В 1813—1815 годах учился на медицинском факультете Дерптского университета, затем — в Берлинском и Гёттингенском университетах (1815—1819); в 1819—1820 годах был вновь в Дерптском университете, где в 1820 году получил степень доктора медицины за «Dissertatio inauguralis med. meletemata quaedam de inflammatione» (Дерпт, 1820).
Начал службу флотским врачом. В 1820 году был включён в состав полярной экспедиции барона Ф. П. Врангеля, из которой вернулся в 1824 году. Кроме обычных обязанностей по экспедиции, на него были возложены обязанности по исследованию проказы.
С августа 1825 по сентябрь 1827 года вновь был врачом, в кругосветном путешествии Врангеля.
Впоследствии служил в Петербурге и в Кронштадте; c 19 декабря 1827 года — член-корреспондент Императорской академии наук. В 1828 году был судовым врачом на корабле в Средиземном море. В 1836—1838 годах был старшим врачом Калинкинской больницы, в 1838—1848 годах — медицинским инспектором военного порта и главным врачом морского госпиталя в Кронштадте; в 1847 году был произведён в чин действительного статского советника.
В январе 1848 года был назначен главным врачом Черноморского флота и портов на место умершего в 1847 году П. П. Алимана и переехал в Николаев; с июня 1854 года — генерал-штаб-доктор Черноморского флота (также, в 1850—1854 гг. — портовый медицинский инспектор). Был награждён орденами: Св. Станислава 2-й (1834) и 1-й степени (1852), Св. Анны 2-й степени (1841) и Св. Владимира 3-й степени (1843).
Находясь в командировке в осаждённом Севастополе, заразился тифом. Умер в Николаеве 29 марта (10 апреля) 1855 года.
О его полярном путешествии были напечатаны статьи в «Сибирском вестнике» (1823. Ч. 3. — С. 13—20; 1824. Ч. 2 — С. 121—164). Им был напечатан также ряд статей в «Medic. Zeitung Russlands», в «Ostsee-Prov. Blatt» (1823—1824); он участвовал в составлении описания полярного путешествия Врангеля.
В его честь был назван мыс на северо-восточном побережье Чукотки (мыс Кибера: Восточно-Сибирское море, к востоку от Чаунской губы; описан в 1823 г. экспедицией Ф. П. Врангеля, тогда же присвоено название).